# Dušan Perniš
Dušan Perniš (Nitra, 28 novembre 1984) è un ex calciatore slovacco, di ruolo portiere.

## Carriera

### Club
Debutta nel calcio professionistico nel 2003 tra le file del Dubnica, quindi nel 2006 si trasferisce allo Žilina. Passa in prestito al Senec e nuovamente al Dubnica, quindi nel gennaio 2010 viene acquistato dagli scozzesi del Dundee United. Il 27 gennaio 2017 passa alla formazione bulgara del Beroe Stara Zagora.

### Nazionale
Ha fatto del gruppo dei convocati per il Mondiale 2010 in Sudafrica, il primo per la Nazionale mitteleuropea. Ha collezionato 7 presenze in nazionale.

## Palmarès

### Club

#### Competizioni nazionali
- Coppa di Scozia: 1

Dundee United: 2009-2010
- Campionato slovacco: 1

Slovan Bratislava: 2014-2015
- Supercoppa di Slovacchia: 1

Slovan Bratislava: 2015